# Brilliant Dadashova

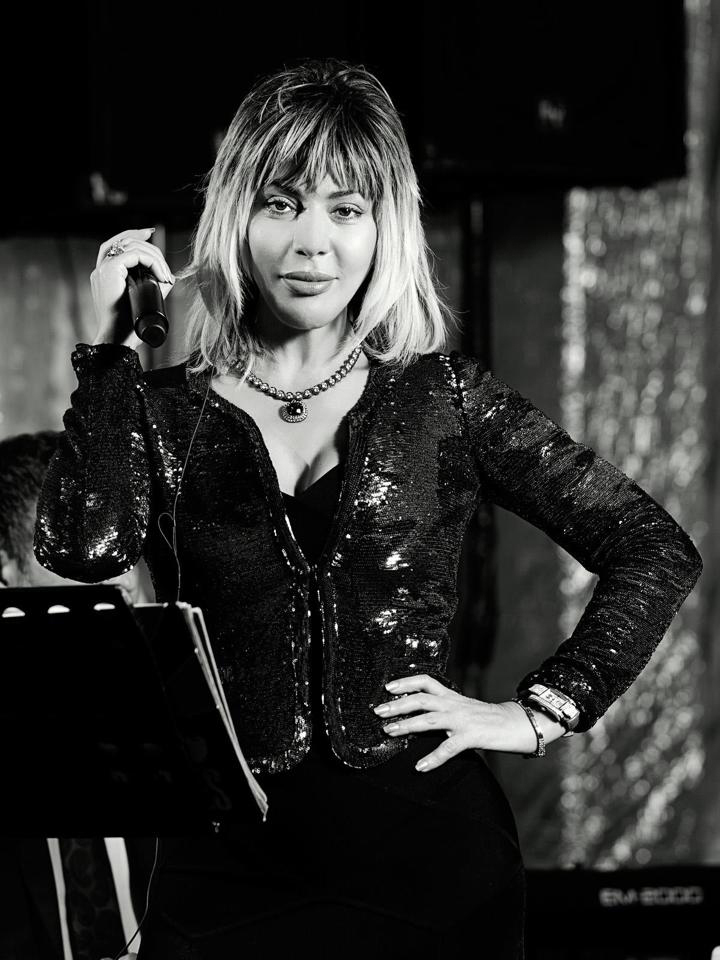
Brilliant Dadashova

Brilliant Süleyman qızı Dadaşova (Bakoe, 15 september 1959), beter bekend als Brilliant Dadashova, is een Azerbeidzjaanse zangeres en actrice. In 1999 werd Dadaşova gekozen in de gemeenteraad van Baku.

## Biografie
Briljant Dadaşova werd geboren in een gezin met zes kinderen. Haar vader was architect en haar moeder was accordeoniste, die overleed bij een fatale auto-ongeluk. Haar muzikale carrière begon in 1985 toen ze deelnam aan het Internationaal Jeugdfestival in Moskou. In 1987 won ze de ‘Union Stage Singers Competition’, een wedstrijd tussen vertegenwoordigers van de republieken van de Sovjet-Unie. In 1990 studeerde ze af aan het Nationaal Instituut voor Cultuur en Kunst van Azerbeidzjan en werd ze een van de meest talentvolle zangers van Azerbeidzjan.
Dadaşova is een van de weinige Azerbeidzjaanse zangeressen met een internationaal bereik (zoals in de Verenigde Staten, Canada, Verenigd Koninkrijk, Duitsland, Oostenrijk, Zweden, Rusland en Turkije). In 1995 stond haar nummer Züleyha in de Russische hitparade. In 1997 was ze een van de zangers die het album ‘Landet vi kommer fra’ ("Het land waar ik vandaan kom", uitgegeven door Kirkelig Kulturverksted in Noorwegen) opnam met het Noorse koor SKRUK; het album bevat Azerbeidzjaanse volksliederen die in twee talen worden gezongen. Van 2001 tot 2006 was zij gastheer van de talkshow Gözəllik dünyanı xilas edəcək ("Schoonheid zal de wereld redden") op Space TV. Sinds september 2006 is Brilliant Dadaşova betrokken bij het televisieproject Akademiya dat tot doel heeft getalenteerde jongeren op te leiden voor een muzikale carrière.
Briljant Dadaşova is sinds 2011 gescheiden en heeft een zoon.

## Filmografie
- Yaramaz (film, 1988)
- Kənar adamlar (film, 1992)
- Haray (film, 1993)
- Bir cənub kəndində (film, 1997)
- Əzizə Cəfərzadə (film, 1999)
- Dəvətnamə (film, 2003)